# Dung An
Dung An (chữ Hán giản thể: 融安县, Róng'ān Xiàn, âm Hán Việt: Dung An huyện) là một huyện thuộc địa cấp thị Liễu Châu, khu tự trị dân tộc Choang Quảng Tây, Cộng hòa Nhân dân Trung Hoa. Huyện Dung An có diện tích 2904 km², dân số năm 2002 là 320.000 người. Về mặt hành chính, huyện Dung An được chia thành 6 trấn, 6 hương.
- Trấn: Trường An, Phù Thạch, Tứ Đỉnh, Đại Lương, Đại tướng, Bản Lạn.
- Hương: Đông Khởi, Sa Tử, Kiều Bản, Đàm Đầu, Đại Pha, Nhã Dao.